# Starý Hrozenkov
Starý Hrozenkov (en allemand : Alt Traubendorf, précédemment Alt Hrosenkau) est une commune du district d'Uherské Hradiště, dans la région de Zlín, en Tchéquie. Sa population s'élevait à 900 habitants en 2020.

## Géographie
Starý Hrozenkov se trouve à 29 km à l'est-sud-est d'Uherské Hradiště, à 33 km au sud-sud-est de Zlín, à 96 km à l'est-sud-est de Brno et à 277 km au sud-est de Prague.
La commune est limitée par Bojkovice au nord, par Žítková au nord-est, par la Slovaquie à l'est, par Vyškovec au sud-ouest et au sud, et par Vápenice à l'ouest.

## Histoire
La première mention écrite du village date de 1261